# Louis Constantin
Louis Constantin (París al voltant de 1585 - idem. octubre de 1657) fou un violinista francès del Barroc primerenc.
Gaudí fama d'esser un dels artistes més hàbils de la seva època. Encara jove, va pertànyer a la capella particular de música de Lluís XIII, i el 1624 succeí a François Richomme en el lloc de roi des violons et maître des ménétriers de la confraria de St. Jules, confraria confirmada per Carles VI en un ordenament del 24 d'abril de 1407.
Se sap que va escriure diverses composicions de música, de les que només han arribat als nostres temps La Pacifique, escrita el 1636 per a sis instruments, que figura en el primer volum de la col·lecció Philidor, de la se'n conserva un exemplar en la biblioteca del Conservatori de París.